# Eguchipsammia
Genre
Eguchipsammia est un genre de coraux durs de la famille des Dendrophylliidae.

## Liste d'espèces
Selon World Register of Marine Species (30 juin 2015) et ITIS (30 juin 2015), le genre Eguchipsammia comprend les espèces suivantes :
| Selon World Register of Marine Species (30 juin 2015) : - Eguchipsammia cornucopia Pourtalès, 1871 - Eguchipsammia fistula Alcock, 1902 - Eguchipsammia gaditana Duncan, 1873 - Eguchipsammia japonica Rehberg, 1892 - Eguchipsammia serpentina Vaughan, 1907 - Eguchipsammia strigosa Cairns, 2000 - Eguchipsammia wellsi Eguchi, 1968 | Selon ITIS (30 juin 2015) : - Eguchipsammia cornucopia De Pourtalès, 1871 - Eguchipsammia fistula Alcock, 1902 - Eguchipsammia gaditana Duncan, 1873 - Eguchipsammia japonica Rehberg, 1892 - Eguchipsammia serpentina Vaughan, 1907 - Eguchipsammia wellsi Eguchi, 1968 |